# Première circonscription de la préfecture de Yamagata
La première circonscription de la préfecture de Yamagata (山形県第1区, Yamagata-ken dai-ikku) est l'une des trois circonscriptions législatives que compte la préfecture de Yamagata au Japon.

## Description géographique
Entre 1994 et 2002, la première circonscription de la préfecture de Yamagata comprenait les villes de Yamagata et Kaminoyama et le district de Higashimurayama. Depuis 2002, elle regroupe les mêmes unités administratives et la ville de Tendō,.

## Députés
| Législature | Début de mandat | Fin de mandat | Député élu         | Parti politique | Parti politique |
| ----------- | --------------- | ------------- | ------------------ | --------------- | --------------- |
| 41e         | 1996            | 2000          | Michihiko Kano     |                 | Shinshintō      |
| 42e         | 2000            | 2003          | Michihiko Kano     |                 | PDJ             |
| 43e         | 2003            | 2005          | Toshiaki Endō (ja) |                 | PLD             |
| 44e         | 2005            | 2009          | Toshiaki Endō (ja) |                 | PLD             |
| 45e         | 2009            | 2012          | Michihiko Kano     |                 | PDJ             |
| 46e         | 2012            | 2014          | Toshiaki Endō      |                 | PLD             |
| 47e         | 2014            | 2017          | Toshiaki Endō      |                 | PLD             |
| 48e         | 2017            | 2021          | Toshiaki Endō      |                 | PLD             |
| 49e         | 2021            | 2024          | Toshiaki Endō      |                 | PLD             |
| 50e         | 2024            | -             | Toshiaki Endō      |                 | PLD             |